# City of Angels (EP)
City of Angels es un extended play (EP) del elenco de la serie de televisión estadounidense Glee. Contiene seis canciones interpretadas durante el episodio de la quinta temporada de la serie de New New York. Estuvo disponible en iTunes a partir del 11 de marzo de 2014.

## Lista de canciones
| N.º | Título                                       | Duración |  |
| 1.  | «I Love LA»                                  | 3:28     |  |
| 2.  | «Vacation»                                   | 2:58     |  |
| 3.  | «Mr. Roboto / Counting Stars»                | 3:52     |  |
| 4.  | «More Than a Feeling»                        | 2:47     |  |
| 5.  | «America»                                    | 3:07     |  |
| 6.  | «I Still Haven't Found What I'm Looking For» | 3:57     |  |